# Xã Johnson, Quận Champaign, Ohio
Xã Johnson (tiếng Anh: Johnson Township) là một xã thuộc quận Champaign, tiểu bang Ohio, Hoa Kỳ. Năm 2010, dân số của xã này là 3.506 người.